# 2002
Cette page concerne l'année 2002 (MMII en chiffres romains) du calendrier grégorien.   Pour les autres significations, voir 2002 (homonymie).
2002 est une année commune qui commence un mardi.
C'est la 2002e année de notre ère, la 2e du IIIe millénaire et du XXIe siècle et la 3e de la décennie 2000-2009.
La création de l'Euro constitue l'événement marquant de l'année.

## Autres calendriers
L'année 2002 du calendrier grégorien correspond aux dates suivantes :
- Calendrier berbère : 2951 / 2952
- Calendrier chinois : 4699 / 4700 (le Nouvel An chinois 4700 de l’année du cheval d'eau a lieu le 12 février 2002[1])
- Calendrier hébraïque : 5762 / 5763 (le 1er tishri 5763 a lieu le 7 septembre 2002[2])
- Calendrier indien : 1923 / 1924 (le 1er chaitra 1924 a lieu le 22 mars 2002[2])
- Calendrier japonais : 14 de l'Ère Heisei (le calendrier japonais utilise les jours grégoriens)
- Calendrier musulman : 1422 / 1423 (le 1er mouharram 1423 a lieu le 15 mars 2002[2])
- Calendrier persan : 1380 / 1381 (le 1er farvardin 1381 a lieu le 21 mars 2002[2])
- Calendrier républicain : 210 / 211 (le 1er vendémiaire 211 a lieu le 23 septembre 2002[2])
  - Jours juliens : de 2 452 275,5 à 2 452 640,5[3],[2]

## Chronologie territoriale

### Monde
- 31 janvier :
  - ouverture du Forum économique mondial de Davos en Suisse. Laurent Fabius, ministre des Finances, y représente la France;
  - à Porto Alegre au Brésil, ouverture d’un contre-forum.
- 1er février : Daniel Pearl, journaliste du Wall Street Journal, capturé huit jours plus tôt au Pakistan, est décapité par ses ravisseurs.
- 18 au 22 mars : conférence internationale sur le financement du développement organisée par l'ONU à Monterrey, au Mexique.
- 21 mars : Ahmed Omar Saïd Cheikh, chef des assassins présumés de Daniel Pearl, est arrêté au Pakistan.
- 26 août au 4 septembre : sommet de la Terre de Johannesburg, avec la présence de nombreux chefs d'État (dont le président Jacques Chirac), d'entreprises de services essentiels et d'ONG.

### Afrique et océan Indien
- 18 janvier : en république démocratique du Congo, éruption du volcan Nyiragongo, dévastant la ville de Goma.
- 23 janvier : le cyclone Dina frappe l'île de La Réunion.
- 22 février : Jonas Savimbi, chef de la rébellion de l'UNITA, en Angola, est tué dans une embuscade.
- 12 mars : lancement de Radio One, première radio libre de l'île Maurice.
- 8 juin : Amadou Toumani Touré devient président du Mali. Le lendemain, Ahmed Mohamed ag Hamani est nommé premier ministre.
- 26 septembre : Le Joola, ferry sénégalais d'une capacité de 550 personnes, sombre en quelques minutes au large des côtes gambiennes. Environ 2 000 passagers périssent ; il n'y a que 65 survivants.
- dissolution de l'organisation de l'unité africaine (OUA) remplacée le 9 juillet par l'union africaine (UA).

### Amérique
- 2 janvier : en Argentine, dans un contexte de crise économique, Eduardo Duhalde est élu président par le congrès argentin.
- 6 janvier : en Argentine, dévaluation du peso de 28 % par rapport au dollar.
- 23 février : enlèvement par les FARC, en Colombie, d'Íngrid Betancourt, candidate à l’élection présidentielle.
- 11 - 14 avril : coup d'État infructueux de Pedro Carmona contre le président vénézuélien Hugo Chávez.
- 2 mai : en Colombie, une attaque des FARC contre une église tue 119 civils à Bojayá.
- 4 juillet : Fusillade de l'aéroport international de Los Angeles en 2002, un homme âge de 41 aux moments des faits abat deux personnes et en blesse cinq autres avec deux armes de poing et un couteau avant d'être abattu par un agent de sécurité.
- 18 juillet : le Français d'origine marocaine Zacarias Moussaoui, seule personne poursuivie dans le cadre des attentats du 11 septembre, tente de plaider coupable, mais le juge lui impose une semaine de réflexion supplémentaire.
- 9 octobre : le Congrès américain vote une résolution autorisant la guerre en Irak
- 9 décembre : la marine américaine arraisonne en mer le cargo nord-coréenne So San au large du Yémen sa destination, qui transporte 15 missiles Scud. Malgré leurs déclarations initiales, les États-Unis laissent partir le cargo et ne prennent pas de sanction contre la Corée du Nord.

### Asie
- 3 février : le Parti du peuple cambodgien, rafle 60 % des suffrages et 98,5 % des 1 621 mairies lors des premières élections municipales organisées au Cambodge[4].
- 22 février : un cessez-le-feu négocié par des médiateurs norvégiens entre en vigueur au Sri Lanka.
- 26 février : Chen Liangyu (56 ans) devient maire de Shanghai (Chine).
- 27 février : début d'une série d'émeutes antimusulmanes au Gujarat, en Inde, provoquée par l'incendie d'un train de pèlerins hindous. Elles se traduisent par plusieurs centaines de tués et dizaines de milliers de personnes déplacées.
- 7 mai : le crash d'un avion de la compagnie China Northeen Airlines fait 112 morts près de Dalian.
- 8 mai : un attentat à Karachi tue 14 personnes dont 11 français. La justice française étudiera par la suite, un rapport éventuel entre cet évènement et la vente de sous-marins français au Pakistan.
- 20 mai : le Timor oriental devient un pays indépendant de l'Indonésie.
- 18 juillet : les parlementaires indiens élisent comme chef de l'État A.P.J. Abdul Kalam, père de la dissuasion nucléaire indienne et troisième président issu de la minorité musulmane.
- 5 août : le nouveau maire de Shanghai (Chine), Chen Liangyu veut faire de sa ville, d'ici trois ans, le centre du marché financier intérieur, et l'un des centres financiers internationaux les plus importants pour les vingt années à venir.
- 14 août : Lyonpo Kinzang Dorji devient Premier ministre du Bhoutan.
- 10 octobre : les élections législatives au Pakistan marquent la victoire de la Ligue musulmane du Pakistan (Q) malgré un vote populaire plus élevé pour le Parti du peuple pakistanais.
- 8 au 14 novembre : XVIe Congrès du Parti communiste chinois à Pékin (Chine).
- 14 novembre : à Pékin (Chine), les 2 132 délégués présents du XVIe Congrès du Parti communiste chinois élisent, au scrutin secret et en deux tours de suffrage, 198 membres titulaires, 158 membres suppléants du Comité central, ainsi que 121 membres de la Commission centrale de contrôle de la discipline, et le nouveau secrétaire général du Comité central du PCC : Hu Jintao.
- Novembre : découverte du SRAS en Chine.
- 3 décembre : la métropole chinoise de Shanghai est désignée pour organiser l’Exposition universelle 2010, qui se tiendra donc, pour la première fois depuis 151 ans, dans un pays en développement.

### Moyen-Orient
- 15 janvier : arrestation par la police palestinienne de Ahmad Saadat et de membres du FPLP ayant revendiqué l'assassinat du ministre israélien Rehavam Zeevi, le 17 octobre 2001.
- 24 janvier : l'ex-chef de guerre chrétien Elie Hobeika est tué dans un attentat à la voiture piégée près de Beyrouth.
- 8 février : en Algérie, le chef du GIA, Antar Zouabri est tué à Boufarik, par l'armée algérienne.
- 27 mars : un attentat à l'hôtel Park tue 28 Israéliens à Netanya.
- 11 avril : un attentat (explosion d'un camion-citerne) devant la synagogue de l'île de Djerba en Tunisie provoque 21 morts, dont 14 ressortissants allemands.
- 27 avril : le président de la république de Turquie Ahmet Necdet Sezer met son veto à la loi d’amnistie qui aurait permis d’annuler la peine de Mehmet Ali Ağca, condamné initialement à la prison à vie (peine réduite par la suite à dix ans d'emprisonnement), pour le meurtre en 1979 du directeur de publication du quotidien Milliyet, Abdi İpekçi.
- 26 mai : en Tunisie, un amendement à la Constitution, supprimant entre autres la limite du nombre de mandats présidentiels, est ratifié par un référendum.
- 19 août : le corps du leader palestinien Abu Nidal est retrouvé mort par balles dans son appartement de Bagdad en Irak.
- 9 octobre : le roi du Maroc nomme Driss Jettou premier ministre.
- 19 novembre : Abdullah Gül forme un nouveau gouvernement en Turquie.

### Europe
- 26 avril : Tuerie de Johann Gutenberg : Au total, 17 personnes dont l'auteur seront tué, cette fusillade est l'une des pires tuerie de masse commise sur le sol allemand.

## Chronologie thématique

### Art et culture

#### Tauromachie
- Non daté : L’ancien matador Manuel Benítez Pérez « El Cordobés » est proclamé « Cinquième Calife de la Tauromachie » par l’ayuntamiento de Cordoue.

### Économie et commerce
- Juillet 2002 : Joseph Stiglitz, ancien économiste à la Banque mondiale publie La Grande Désillusion, dans lequel il se montre très critique à l'égard du FMI.

### Sport
- 8 - 24 février : Jeux olympiques d'hiver

## Distinctions internationales

### Prix Nobel
Les lauréats du Prix Nobel en  2002 sont :
- Prix Nobel de physique : Masatoshi Koshiba, Raymond Davis Jr., Riccardo Giacconi
- Prix Nobel de chimie : John B. Fenn, Kōichi Tanaka et Kurt Wüthrich
- Prix Nobel de physiologie ou médecine : Sydney Brenner, Robert Horvitz et John Sulston
- Prix Nobel de littérature : Imre Kertész
- Prix Nobel de la paix : Jimmy Carter
- « Prix Nobel » d'économie : Daniel Kahneman et Vernon Smith.

### Autres prix
- Médaille Fields (mathématiques) : Laurent Lafforgue et Vladimir Voïevodski.
- Prix Pritzker (architecture) : Glenn Murcutt.

## Décès en 2002

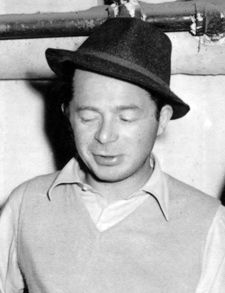
Billy Wilder.

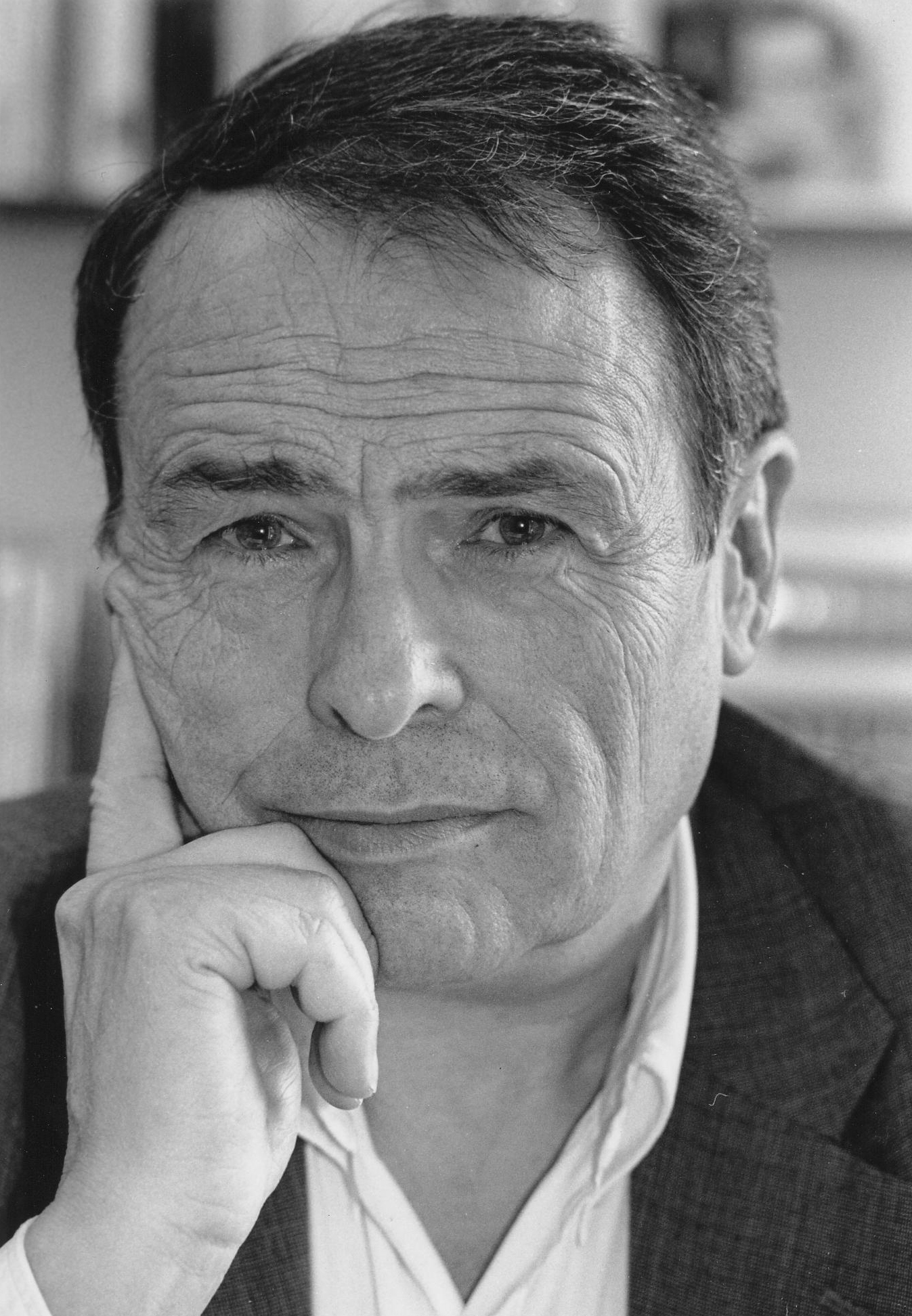
Pierre Bourdieu

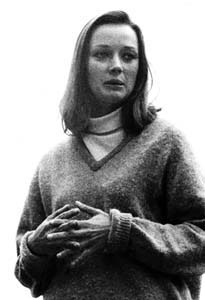
Niki de Saint Phalle

Personnalités majeures décédées en 2002
- 11 janvier : Henri Verneuil (cinéaste français)
- 15 janvier : Michel Poniatowski (homme politique français)
- 17 janvier : Camilo José Cela (écrivain espagnol)
- 23 janvier : Pierre Bourdieu (sociologue français)
- 12 mars : Jean-Paul Riopelle (peintre canadien)
- 27 mars : Billy Wilder (cinéaste américain)
- 10 mai : Yves Robert (cinéaste français)
- 21 mai : Niki de Saint Phalle (peintre et sculptrice française)
- 28 juin : François Périer (acteur français)
- 31 août : Lionel Hampton (musicien de jazz américain)
- 23 novembre : Roberto Matta (peintre chilien)
- 29 novembre : Daniel Gélin (acteur français)